# 622 هـ
622 هـ هي سنة في التقويم الهجري امتدت مقابلةً في التقويم الميلادي بين سنتي 1225 و1226.

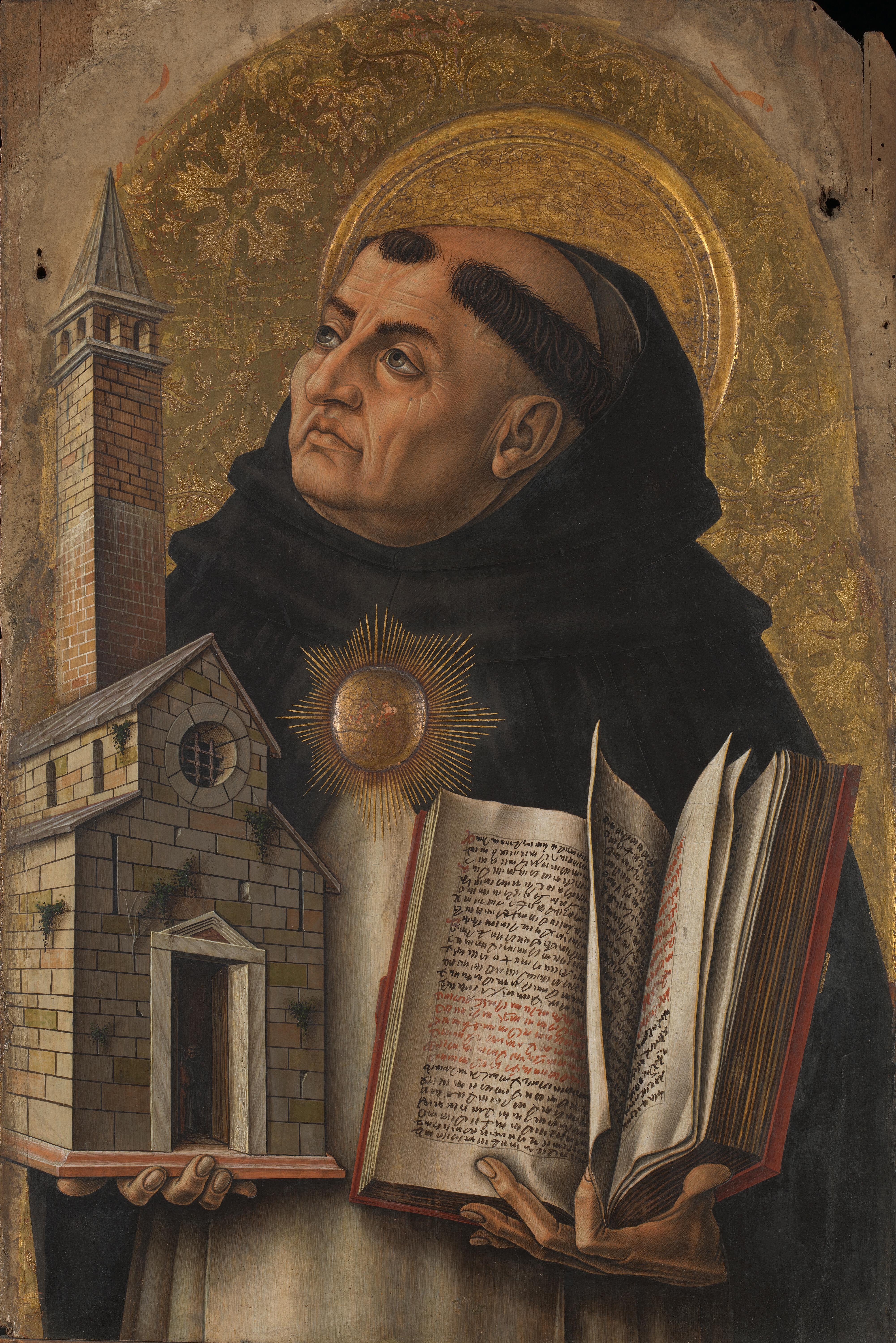
توما الأكويني

## أحداث
- حريق في الحضرة الكاظمية ببغداد يأتي على معظم ما بني فيها.
- الظاهر بأمر الله يعتلي عرش الخلافة العباسية في بغداد.

## مواليد
- توما الأكويني

## وفيات
- أحمد الناصر لدين الله
- الوراني الموصلي
- أحمد بن علي البوني
- الأفضل بن صلاح الدين
- ياقوت الحموي
- الحسين بن محمد اللمغاني
- علي بن منصور الخطيبي